# Dick's Wife
Dick's Wife és un curtmetratge mut de l'Éclair protagonitzat per Barbara Tennant i Lamar Johnstone. La pel·lícula es va estrenar el 5 de desembre de 1912.

## Argument
Dick ha estat de viatge de sis mesos i quan torna a casa descobreix que per tal de poder salvar la seva fortuna s'ha de casar abans de tres dies. Cerca les seves antigues pretendents però descobreix que ja totes s'han casat. Com a darrer recurs posa un anunci en un diari en que anuncia que pagarà 500 dòlars a la noia que es vulgui casar amb ell i de la que se separarà just després de finalitzar la cerimònia. Grace Lenox, que té la mare molt malalta i a qui els metges han dit que la única esperança que li queda és que un canvi de clima la faci millorar, respon a l'anunci sota el nom de Mary Smith per aconseguir els diners per al trasllat de la seva mare. Com que al casament Grace porta un vel molt espès i Dick porta una barba que no s'ha tallat d'ençà que partí de viatge, quan més tard es retroben no es reconeixen. De seguida s'enamoren però creuen que no es poden casar ja que els dos ja ho estan. Afortunadament, a Grace li cau l'anell que Dick li va donar en el casament i ell la reconeix.

## Repartiment
- Barbara Tennant (Grace Lenox)
- Lamar Johnstone (Dick Graham)
- Alec B. Francis (Joseph Maddox)
- Julia Stuart (mare de Grace)
- Edward L.Hemmer (jutge de pau)